# Władysław Szuszkiewicz
Władysław Szuszkiewicz (Vilnius, 12 de novembro de 1938 — Estetino, Voivodia da Pomerânia Ocidental, 14 de novembro de 2007) foi um canoísta polaco especialista em provas de velocidade.

## Carreira
Foi vencedor da medalha de bronze em K-2 1000 m em Munique 1972, junto com o seu colega de equipa Rafał Piszcz.